# 2010년 FIFA 월드컵 결승전
2010년 FIFA 월드컵 결승전(영어: 2010 FIFA World Cup Final), 혹은 요하네스버그의 전투(영어: Battle of Johannesburg)는 2010년 7월 11일, 남아프리카 공화국 요하네스버그의 사커 시티에서 열린 축구 경기로, 2010년 FIFA 월드컵의 우승국을 가리기 위해 진행되었다. 스페인이 안드레스 이니에스타의 연장전 막판에 힘입어 네덜란드에 1-0으로 승리하였는데, 그의 결승골은 승부차기를 제외하고 FIFA 월드컵 결승전 역사상 가장 늦게 터진 결승골이다. 잉글랜드인 하워드 웹이 이 경기를 주관하기로 결정되었고, 이례 없는 수의 많은 옐로카드가 제시되었다.
네덜란드 스페인 모두 자국의 사상 첫 FIFA 월드컵 우승을 노리는 국가로, 2010년 대회 결승전은 1930년, 1934년, 1954년, 1958년, 그리고 1978년 대회의 결승전에 이어 우승 경험이 없는 국가들간의 6번째 결승전으로 기록되었다. 네덜란드는 1974년과 1978년 대회의 결승전에서 패한 바 있지만, 스페인의 이전 최고 성적은 1950년에 기록한 4위였다. 이 결승전은 2회 연속 유럽 국가들간의 결승전이자, 비유럽 지역에서 유럽 국가가 승리를 거둔 첫 결승전으로도 기록되었다.

## 결승 진출국
이 경기 전까지, 네덜란드와 스페인은 FIFA 월드컵과 UEFA 유럽 축구 선수권 대회를 통틀어 단 한번도 유럽 국가들이 참가하는 두 주요 대회 본선에서 맞대결을 펼친 적이 없었다. 역대 전적에서 양국은 1920년 이래 친선경기, UEFA 유럽 축구 선수권 대회 예선전, 그리고 1920년 하계 올림픽 1경기를 합쳐 총 9번의 맞대결을 펼쳐서 각각 4승씩 가져가고 1번을 비겼다.
이 결승전은 1978년 대회 결승전 이래 FIFA 월드컵 우승 경험이 없는 국가들간의 맞대결이 되었다. 네덜란드는 이전에 2번 준우승을 거두었는데, 1974년 대회에서는 서독에게 1-2로 패하였고, 1978년 대회에서는 아르헨티나에게 연장전 끝에 1-3으로 패하였다. 2010년 대회에서 결승전에 진출한 스페인은 종전의 1950년 대회에서 리그전 형식으로 진행되는 결선 라운드에 진출하고, 싱글 엘리미네이션 토너먼트 형식으로 진행된 1934년, 1986년, 1994년, 그리고 2002년 대회에서 8강에 진출한 이래 FIFA 월드컵에서 사상 처음으로 월드컵 결승전에 올랐다. 스페인은 FIFA 월드컵 결승전에 진출한 12번째 국가로 이름을 올렸고, 프랑스가 1998년 대회 결승전에 오른 이래 첫 국가로도 족적을 남겼다. 네덜란드는 FIFA 월드컵 우승을 거두지 못한 국가들 중 처음으로 3번의 결승전을 치러, 종전에 기록을 공유하던 헝가리와 체코슬로바키아를 넘어섰다. 역대 결승전 전적을 통틀어서, 독일이 4번으로 가장 많은 준우승을 거두었다. 이 FIFA 월드컵 결승전은 브라질, 이탈리아, 독일, 혹은 아르헨티나 중 한 국가도 참가하지 않은 최초의 결승전이기도 했다. 스페인은 FIFA 월드컵에서 우승을 거둔 8번째 국가로, 잉글랜드와 프랑스와 함께 1차례 우승을 거둔 국가로 어깨를 나란히했다.
경기 전에 스페인은 2111점의 엘로 점수를 적립하고 있었고, 네덜란드는 2100점을 적립했었다. 결승전 진출국의 점수를 합치면 4211점으로, 종전에 헝가리와 서독간의 1954년 FIFA 월드컵 결승전에 기록한 도합 4161점을 넘어 역대 최고 가치를 지닌 경기로 기록되었다.

## 결승전까지의 경기
스페인은 UEFA 유럽 축구 선수권 대회 우승국으로 UEFA 유로 2008을 우승한 후 2010년 FIFA 월드컵에 참가하였고, 2007년부터 2009년까지 35경기를 연속으로 무패를 거듭하여 국가대표팀 부문에서 이 기록을 공유하였다; 이 과정에서 스페인은 예선전 10경기를 모두 승리로 장식하였다. 네덜란드도 유럽 지역 예선 9조에서 8경기를 모두 이겼다.
남아프리카 공화국에서 열리는 본선에 도달한 후, 네덜란드는 덴마크, 일본, 그리고 카메룬에게 1골만 내주고 3경기를 모두 이겨 E조 1위로 결선 토너먼트에 합류하였다. 결선 토너먼트에서 FIFA 월드컵 새내기 슬로바키아, 5회 우승국 브라질, 초회 우승국이자 2회 우승을 거두었던 우루과이를 연파하였다. 2008년 9월 이래 네덜란드는 25경기 무패행진 끝에 결승에 안착하였다.
H조에서 스페인은 스위스에게 당한 1차전 패배로부터 반등하여 온두라스와 칠레를 연달아 이기고 칠레와 골득실에서 앞서 조 1위로 결선 토너먼트에 올랐다. 결선 토너먼트에서 이베리아 이웃국 포르투갈, 8강 첫 진출국 파라과이, 그리고 이번 대회 최다 득점국이자 FIFA 월드컵을 3번 우승했던 독일을 모두 1-0으로 꺾었다. 4강전에서 UEFA 유로 2008 결승전(메이저 대회 26년 만에 설욕) 이후에 또다시 재회한 두 국가의 경기로, 스페인이 독일을 또 1-0으로 이겨 2010년 대회의 최다 득점국 독일을 3,4위전으로 내쫒고 사상 첫 결승전에 올랐다.(1982년 이후 28년 만에 설욕했다.)
결승전에서 스페인과 네덜란드 모두 각각 6경기씩 치러 결승전에 도달하였는데, 네덜란드는 12득점 5실점을 기록하였고, 스페인은 7득점 2실점을 기록하였다. 결승전을 앞두고 네덜란드의 베슬레이 스네이더르와 스페인의 다비드 비야는 5골로 최다 득점자로써 동률을 이루었다. 아르연 로번만이 이 둘 외에 결승전에 참가하는 선수들 중에서 2골 이상 득점을 기록했다.
| 팀       | 전 | 승 | 무 | 패 | 득 | 실 | 차 | 점 |
| -------- | -- | -- | -- | -- | -- | -- | -- | -- |
| 네덜란드 | 3  | 3  | 0  | 0  | 5  | 1  | +4 | 9  |
| 일본     | 3  | 2  | 0  | 1  | 4  | 2  | +2 | 6  |
| 덴마크   | 3  | 1  | 0  | 2  | 3  | 6  | −3 | 3  |
| 카메룬   | 3  | 0  | 0  | 3  | 2  | 5  | −3 | 0  |

| 팀       | 전 | 승 | 무 | 패 | 득 | 실 | 차 | 점 |
| -------- | -- | -- | -- | -- | -- | -- | -- | -- |
| 스페인   | 3  | 2  | 0  | 1  | 4  | 2  | +2 | 6  |
| 칠레     | 3  | 2  | 0  | 1  | 3  | 2  | +1 | 6  |
| 스위스   | 3  | 1  | 1  | 1  | 1  | 1  | 0  | 4  |
| 온두라스 | 3  | 0  | 1  | 2  | 0  | 3  | −3 | 1  |

## 공인구
2010년 FIFA 월드컵 결승전의 공인구는 2010년 4월 20일에 대회의 나머지 경기들에 사용된 아디다스 자블라니의 금색 변형판인 조'블라니 (Jo'bulani) 로 공개되었다. 공의 명칭은 결승전이 열릴 도시인 요하네스버그의 약칭인 "요'버그" (Jo'burg)에서 유래하였다 공에 사용된 금색은 FIFA 월드컵 트로피로부터 반영된 것이며 요하네스버그의 별명인 "금의 도시" (the City of Gold) 에도 그 유래가 있다. 조'블라니는 FIFA 월드컵 결승전 전용으로 출시한 두번째 공인구로, 2006년 대회 결승전에 사용된 팀가이스트 베를린이 그 첫 결승전 전용 공인구였다.

## 선수단 구성
결승전에 올라온 선수단 구성은 스페인의 경우 3명을 제외하고 모두 자국 스페인 구단 소속이었다; 나머지 스페인 구단 소속이 아닌 3명은 잉글랜드 구단 소속이었다. 네덜란드 선수단은 5개 유럽 국가의 구단 소속으로, 불과 9명만이 네덜란드 구단 소속이었다; 6명은 독일, 5명은 잉글랜드, 2명은 이탈리아, 그리고 1명이 스페인 구단 소속이었다.

## 심판진 배정
2010년 FIFA 월드컵 결승전을 주관할 심판으로 잉글랜드 축구 협회를 대표하는 하워드 웹으로 결정되었다. 그를 보조할 부심으로 같은 잉글랜드 출신의 마이크 물라키와 대런 칸이 결정되었다. 웹은 네덜란드와 서독 간의 1974년 대회 결승전을 주관한 잭 테일러 이래 잉글랜드인으로는 최초로 FIFA 월드컵 결승전을 주관한 주심이 되었다.
사우스요크셔주 로더럼의 경찰관으로 근무하는 38세 웹은 잉글랜드의 주심 선택조에 든 주심들 중 한명으로, 2003년 이래 프리미어리그 경기를 주관했다. 2005년 그는 FIFA의 국제 경기를 주관할 주심 명단에 이름을 올렸고, FIFA 월드컵을 앞두고 그는 2010 UEFA 챔피언스리그 결승전과 2009 FA컵 결승전을 주관했다.
2010년 FIFA 월드컵에서 웹은 이전까지 3경기를 주관했고, 모두 물라키와 칸이 보조했다. 조별 리그에서 그는 스페인-스위스 경기와 슬로바키아-이탈리아 경기를 주관하였고, 16강에는 브라질-칠레 경기를 중재했다. 이 세번의 경기에서 단 한번도 레드카드를 꺼내거나 페널티킥을 선언하지 않았지만, 평균 5.67장의 옐로카드를 꺼내 이 부문에서 수치가 두번째로 높았다. 결승전에서 14장의 옐로 카드 (2장의 옐로카드를 받은 욘 헤이팅아에게는 레드카드가 나왔다.)를 꺼내면서, 그는 종전에 1986년 대회 결승전에 세운 FIFA 월드컵 결승전의 최다 경고 기록인 6장을 가볍게 넘어섰다. 이중 9장이 90분 정규시간 내에 나왔다. 웹은 이 대회에서 총 31장의 옐로카드를 꺼내 경기당 평균 7.75장을 꺼낸게 되었다.
일본의 니시무라 유이치와 사가라 도루가 각각 대기심과 후보 대기심을 맡았다.

## 경기

### 요약

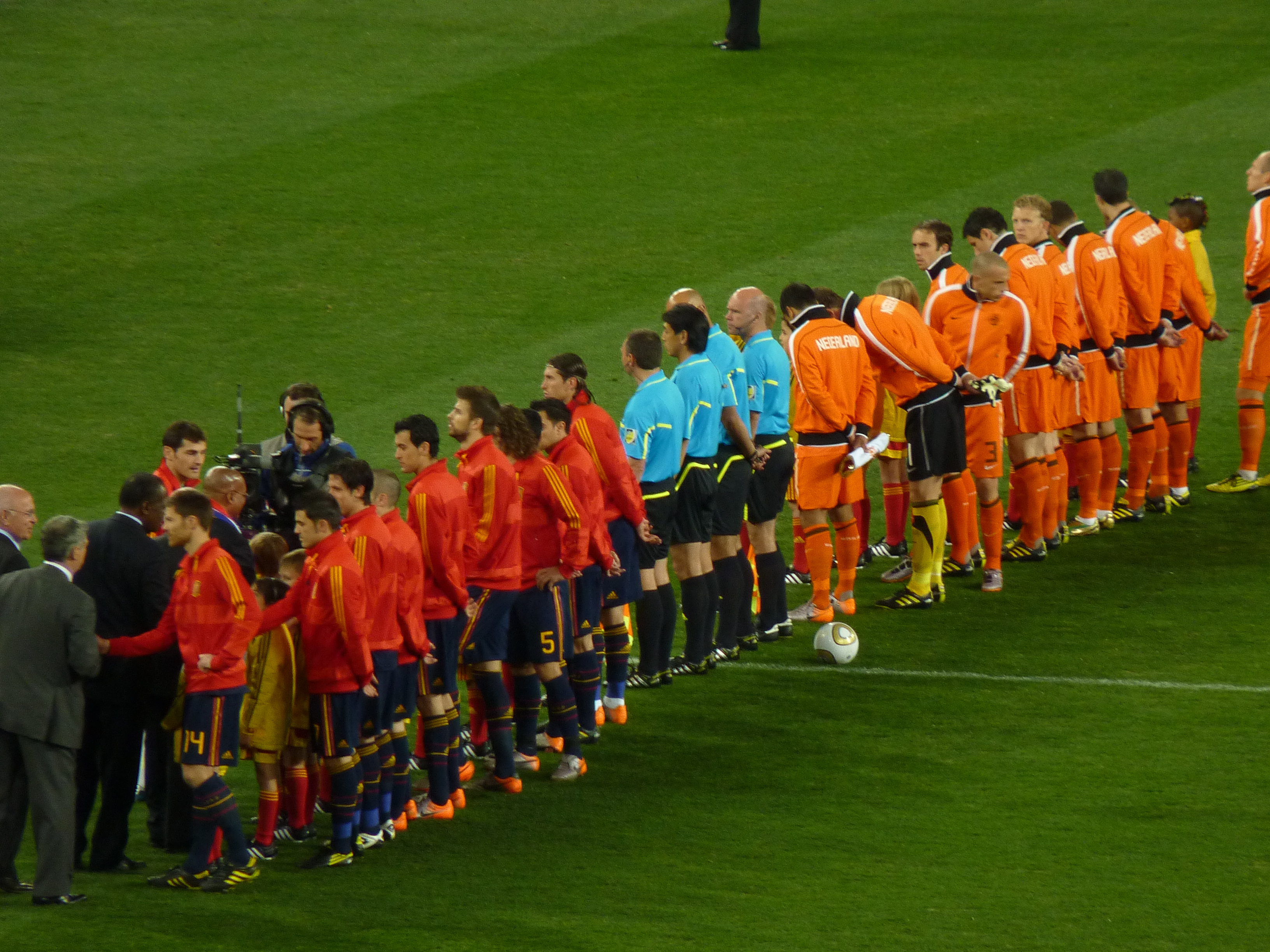
제이컵 주마 남아프리카 공화국 대통령과 정부 현직자들이 양팀 선발로 출전하는 선수들과 경기를 앞두고 악수를 나누고 있다.

결승전은 2010년 7월 11일 요하네스버그의 사커 시티에서 진행되었다. 스페인은 안드레스 이니에스타의 연장전 결승골에 힘입어 네덜란드를 1-0으로 물리쳤다. 이 경기에서 승리한 스페인은 사상 첫 FIFA 월드컵 우승을 달성하였다. 이번 결승전은 1966년 대회 결승전의 잉글랜드 이래 원정 유니폼을 입은 쪽이 승리한 최초의 결승전이었다.
이 경기는 FIFA 월드컵 결승전 역사상 가장 많은 옐로카드가 나온 경기로 1986년, 아르헨티나와 서독간의 경기에서 도합 6장이 나온 결승전과 비교해 2배 이상이 나왔다. 14장의 옐로카드가 나왔고, (9장은 네덜란드에, 5장은 스페인에 제시되었다.) 네덜란드의 욘 헤이팅아는 두장의 옐로카드로 퇴장당했다. 한장의 옐로카드는 전반전에 샤비 알론소의 가슴을 징 달린 신발로 걷어찬 나이젤 더 용에게 주어졌는데, 뉴욕 타임스의 롭 휴스를 비롯해 주심이 그에게 레드카드를 주었어야 했다는 견해를 보였다. 하워드 웹 주심은 그 반칙 장면을 되돌려 보고 레드카드를 줬어야 했다고 나중에 말을 했는데, 경기중 당시 이 장면을 보는데 부분적으로 가려졌었다.
네덜란드는 몇 차례 득점 기회를 잡았는데, 특히 62분 베슬레이 스네이더르의 침투 패스를 아르연 로번이 받아 스페인 수문장 이케르 카시야스와 1대1 상황을 창출했지만, 카시야스가 다리를 쭉 뻗어 슛을 무효화시켰다. 스페인의 경우에는 견제받지 않던 세르히오 라모스가 코너킥을 머리로 연결하려 했지만 빗나갔다. 네덜란드 주장 히오바니 판 브론크호르스트가 105분에 엣손 브라프헤이트로 교체 투입되었다. 레알 마드리드 미드필더 라파엘 판 데르 파르트가 99분에 나이젤 더 용과 교체로 들어가, 남은 15분동안 주장 완장을 찼다. 109분을 기점으로 네덜란드는 헤이팅아가 두번째 옐로카드를 받으면서 10명으로 줄어들었다. 승부차기가 다가올 무렵, 헤수스 나바스가 네덜란드 문전으로 쇄도하여 패스의 시발점이 되었고, 이니에스타가 세스크 파브레가스의 페널티 구역 우측으로부터의 패스를 받아 연장전 종료 4분을 남겨놓고 오른발로 발리슛을 쏘아 공이 골키퍼 우측을 넘기면서 무득점 침묵을 깼다.
득점 직전에 네덜란드의 프리킥이 벽을 맞고 (파브레가스로부터 굴절된 것으로 추정되며) 나갔다. 굴절에도 불구하고, 네덜란드의 코너킥 대신에 스페인의 골킥이 선언되었고, 이는 스페인의 득점으로 이어졌다. 그러나, 네덜란드는 잠시 스페인 문전에서 골킥과 이니에스타의 득점까지 이어지는 중간에 잠시 공을 잡기도 했다. 요리스 마테이선은 득점 이후 격렬한 항의로 경고를 받았고, 다른 네덜란드 선수들도 경기 후 웹에게 이 결정에 항의했다. 이니에스타는 득점을 자축하는 과정에서 상의탈의로 경고를 받았다. 그는 손으로 적은 메시지가 쓰여진 흰 속옷을 입었다: "다니 하르케, 항상 우리와 함께" (Dani Jarque siempre con nosotros)

### 상세 정보
| 네덜란드 | 0 – 1 (연장전) | 스페인          |
| -------- | -------------- | --------------- |
|          | 리포트         | 116′ 이니에스타 |

| 네덜란드 | 스페인 |

| GK                   | 1  | 마르턴 스테켈렌뷔르흐             |          |      |
| RB                   | 2  | 흐레호리 판 데르 빌               | 111′     |      |
| CB                   | 3  | 욘 헤이팅아                       | 57′ 109′ |      |
| CB                   | 4  | 요리스 마테이선                   | 117′     |      |
| LB                   | 5  | 히오바니 판 브론크호르스트 (주장) | 54′      | 105′ |
| DM                   | 6  | 마르크 판 보멀                    | 22′      |      |
| DM                   | 8  | 나이젤 더 용                      | 28′      | 99′  |
| RW                   | 11 | 아르연 로번                       | 84′      |      |
| AM                   | 10 | 베슬레이 스네이더르               |          |      |
| LW                   | 7  | 디르크 카위트                     |          | 71′  |
| CF                   | 9  | 로빈 판 페르시                    | 15′      |      |
| 교체 선수:           |    |                                   |          |      |
| MF                   | 17 | 엘제로 엘리아                     |          | 71′  |
| MF                   | 23 | 라파엘 판 데르 파르트             |          | 99′  |
| DF                   | 15 | 엣손 브라프헤이트                 |          | 105′ |
| 감독:                |    |                                   |          |      |
| 베르트 판 마르베이크 |    |                                   |          |      |

| GK               | 1  | 이케르 카시야스 (주장) |        |      |
| RB               | 15 | 세르히오 라모스        | 23′    |      |
| CB               | 3  | 제라르드 피케          |        |      |
| CB               | 5  | 카를레스 푸욜          | 16′    |      |
| LB               | 11 | 조안 캅데빌라          | 67′    |      |
| DM               | 16 | 세르지오 부스케츠      |        |      |
| DM               | 14 | 샤비 알론소            |        | 87′  |
| RW               | 6  | 안드레스 이니에스타    | 118′   |      |
| AM               | 8  | 샤비                   | 120+1′ |      |
| LW               | 18 | 페드로                 |        | 60′  |
| CF               | 7  | 다비드 비야            |        | 106′ |
| 교체 선수:       |    |                        |        |      |
| MF               | 22 | 헤수스 나바스          |        | 60′  |
| MF               | 10 | 세스크 파브레가스      |        | 87′  |
| FW               | 9  | 페르난도 토레스        |        | 106′ |
| 감독:            |    |                        |        |      |
| 비센테 델 보스케 |    |                        |        |      |

| 최우수 선수: 안드레스 이니에스타 (스페인) 부심: 마이크 물라키 (잉글랜드) 대런 칸 (잉글랜드) 대기심: 니시무라 유이치 (일본) 후보 대기심: 사가라 도루 (일본) | 경기 규정: - 90분 - 필요시 연장전 30분 - 연장전 후에도 동점시 승부차기 - 교체 선수 12명 등록 - 최대 3명 교체 가능 |

### 통계
| 전체       | 네덜란드 | 스페인 |
| ---------- | -------- | ------ |
| 득점       | 0        | 1      |
| 슈팅       | 13       | 18     |
| 유효 슈팅  | 5        | 8      |
| 점유율     | 43%      | 57%    |
| 코너킥     | 6        | 8      |
| 반칙       | 28       | 18     |
| 오프사이드 | 7        | 6      |
| 경고       | 8        | 5      |
| 퇴장       | 1        | 0      |

- FIFA.com – 결승전 통계 보관됨 2012-12-08 - archive.today
- FIFA.com – 64번 경기 – 결승전 7월 11일 – 전체 통계 보관됨 2013-10-17 - 웨이백 머신

## 경기 직후 반응
경기 종료 후, 트로피 수여식을 앞두고 스페인 국가대표팀은 붉은 홈 유니폼으로 갈아입었다. 이 유니폼의 엠블럼 위에는 스페인의 FIFA 월드컵 우승을 의미하는 별이 이미 박힌 채 나왔다. 스페인은 FIFA 월드컵 결승전 역사상 원정 유니폼을 입고 우승한 3번째 국가 (1958년 브라질과 1966년 잉글랜드에 이어) 로 기록되었다. 스페인은 준우승 메달을 목에 걸러 가는 네덜란드를 위해 2열로 서서 위로했다. 이후, 붉은 유니폼을 입은 스페인 선수단이 샤비를 선두로 해서 우승 메달을 목에 걸러 올라갔다. 이케르 카시야스 스페인 주장 (이전의 전통대로) 은 제이컵 주마 남아프리카 공화국 대통령과 제프 블라터 FIFA 회장으로부터 트로피를 받았는데, 스페인은 1998년 프랑스가 FIFA 월드컵을 우승한 이래 새로 합류한 우승국이 되었고, 붉은 군단 (La Roja)는 1958년의 브라질 이래 원정 월드컵에서 첫 우승을 거둔 최초의 국가가 되었고, 유럽 대륙 밖에서 우승을 거둔 최초의 유럽 국가가 되었다.

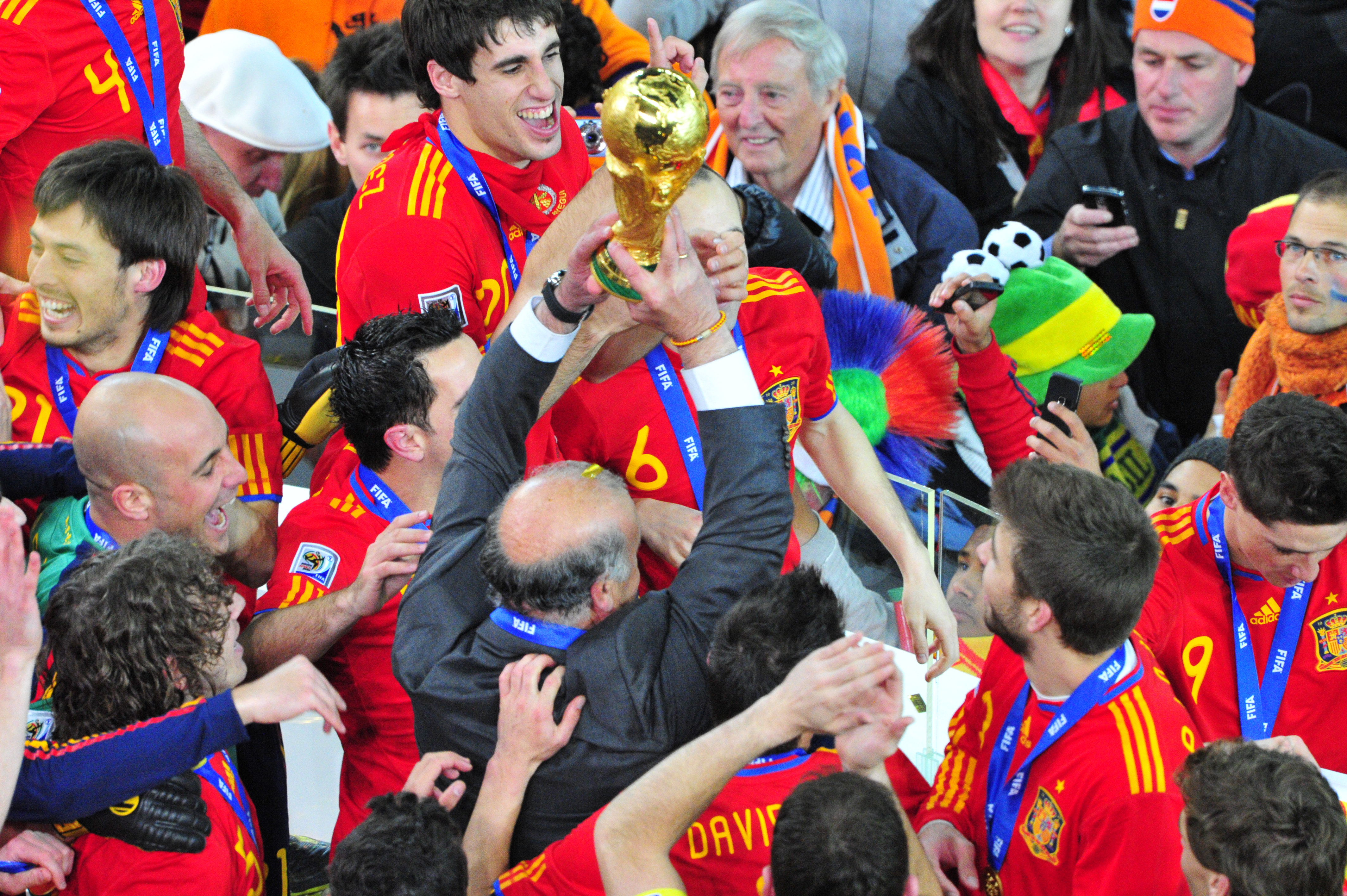
트로피를 들어올리는 비센테 델 보스케 감독과 스페인 선수단원들

결승전 다음날 요한 크라위프는 엘 페리오디코 데 카탈루냐와의 인터뷰에서 네덜란드 선수단이 "추악한 방식"으로 경기를 운영했다고 비난하였고, 결승전에서 선보인 축구를 "추악함", "천박함", 그리고 "반축구"라고 묘사하였다. 더 나아가서, 그는 경기 초반에 네덜란드 선수 2명이 퇴장당했어야 했으며, 하워드 웹 주심이 그리하지 못했다고 비난했다. 연합통신사도 네덜란드가 "추악한 전술에 집착했다"는 의견에 동의를 표했다.
네덜란드는 9장의 옐로카드를 받아 5장을 받은 스페인과 대조되었다. 결승전을 앞두고, 웹은 일본의 니시무라 유이치와 옐로카드를 낸 횟수 (17회)에서 동률을 이루었다. 경기 후, 로번, 스테켈렌뷔르흐, 판 페르시, 카위트, 그리고 스네이더르를 비롯한 몇몇 네덜란드 선수들은 앞서 스페인이 스위스한테 패한 경기에서 스페인 팬들에게 스위스 편을 들어주었다고 비난받은 바 있는 웹이 스페인 편을 들어주었다고 비난하였다. 다른 평론가들은 양팀에 몇몇의 경우에서 제제를 가하지 않은 것과 오심을 범한 것에 대해 비평하였다. 이 경기를 통해, 네덜란드는 총 7번의 경기에서 22번의 옐로카드를 받았고, 스페인은 불과 8장 (준결승 진출국들 중 최저로, 나머지 독일과 우루과이는 각각 13장씩 받았다.) 을 받았다. 스페인은 결승전 이후 FIFA 페어플레이상을 수상받았다.
샘 월러스, 그레이엄 폴, 그리고 더멋 갤러거를 비롯한 영어 해설가는 웹을 옹호했다. 제프 블라터 FIFA 회장도 웹이 경기에서 "매우 중대한 업무"를 맡았다고 인정하였다. 네덜란드의 미드필더인 나이젤 더 용도 웹에 대해 프리미어리그에서의 명성과 같이 그는 나쁜 주심이 아니며, 자신이 격렬한 반칙에도 퇴장 당하지 않은 것이 운이 좋았다고 인정하였다. 당사자 웹은 다음과 같이 인터뷰하였다:
| “ | 팔걸이 의자에서 [더 용의 반칙을] 다시 보았을 때, 나는 레드카드를 내밀었을 것이다. 실전에서 마주하는 가장 큰 문제는 중요한 장면을 보는데 방해물이 많은 것이다. | ” |

네덜란드는 암스테르담의 강들을 연결하는 운하에서 200,000명의 인파의 환영을 받았고, 히오바니 판 브론크호르스트 주장과 베르트 판 마르베이크 감독은 네덜란드의 베아트릭스 여왕에 의해 오라녜-나소 기사단의 기사로 임명되었다. 더 나아가서, 스페인 선수들이 범한 반칙과 드러눕는 행위를 주제로 한 보고서도 있었다. 명성높은 독일의 축구인 프란츠 베켄바워는 양팀과 웹을 "흐름이 거의 없고, 선수들의 끊임없는 항의했으며, 그리고 주심은 객관적인 잣대가 없었다."라며 경기에서의 행보를 비판했다. FIFA 월드컵 결승전에서 보여준 스페인의 점유율 중심의 전술에 대한 긍정적 평가와 부정적 평가가 공존했다. 몇몇 평론가들은 이 전술이 효과적이지만 "지루하다"고 평했고, 다른 한편으로는 "아름답다"고 평했다.

## 중계
FIFA는 전세계적으로 최소 9억 1천만명이 결승전을 본 것으로 집계하였다.
스페인에서는 1,560만명이 세 방송사의 중계를 시청하였고, 이는 86%의 국민이 시청한 것이 되는데, 이는 스페인 역사상 최고 시청율이다. 스페인의 종전 기록은 스페인과 이탈리아 간의 UEFA 유로 2008 8강전에서 기록한 1,410만명이었다.
네덜란드에서는 1,220만명이 경기를 시청했는데, 이는 전 국민의 74%에 달하는 수치이다.
미국에서는 2006년 영어 중계와 비교해 시청자 수가 41% 증가하였고, 남자 축구 역사상 최다 시청자 수를 기록하게 되었다. 스페인이 FIFA 월드컵 첫 우승을 거두었던 요하네스버그의 결승전을 ABC 중계를 통해 1554만 5천명이 시청한 것으로 추산되었다. 종전 기록은 1,486만 3천명으로 미국이 가나에게 연장전 끝에 1-2로 패한 6월 26일 경기였다. 닐슨 미디어 조사에 따르면 882만 1천명이 유니비전의 스페인어 중계를 본 것으로 추산되었고, 약 2,440만명이 스페인어로 중계를 보았다.
이탈리아가 프랑스를 승부차기에서 이긴 2006년 결승전에서 7.7을 기록한 ABC 평점이 이번 결승전에서 6% 올라 8.1을 받았다. 이는 브라질이 로즈 볼에서 열린 1994년 대회 결승전 이탈리아를 승부차기로 이긴 경기 (9.5), 브라질이 미국에게 16강전 승리를 거둔 1994년 경기 (9.3), 그리고 2010년 대회의 가나-미국 경기 (8.5) 에 이어 FIFA 월드컵 역사상 4번째로 높은 평가를 받은 경기였다.
유니비전 시청자 수는 2006년의 590만 3천명과 비교해 49% 증가하였다. 이는 미국의 스페인어 방송을 통해 시청된 3번째로 가장 많은 시청자를 낸 경기로, 6월 27일 아르헨티나의 멕시코전 승리 (9,405,000) 와 2007년 12월 3일 방영된 텔레비전 드라마 "사랑의 증류" (Destilando Amor, 901만 8천명)의 뒤를 이었다.
캐나다에서도, 결승전 중계에 전례 없는 시청자 수를 기록하였다. CBC의 결승전을 시청한 사람의 수는 513만 1천명으로 절정에 이르렀을 때 766만 4천명이 시청한 것으로 BBM이 책정하였다. 라디오-캐나다 프랑스어 중계 시청자 수는 68만 5천명으로, 2006년 결승전 영어 중계와 프랑스어 중계를 도합한 시청자 수와 비교해 105% 증가하였다.

## 주요 관중
이 경기는 네덜란드와 스페인 왕가가 모두 직접 관전하였다. 이 경기를 직접 관전한 남아프리카 공화국의 정부 현직자와 주요 인사로는 샤를리즈 테론 (배우) 과 제이컵 주마 (남아프리카 공화국의 대통령) 이 있었고, 넬슨 만델라 (전 남아프리카 공화국 대통령)는 모터카트로 결승전 직전에 잠시 등장하였다. 스페인의 플라시도 도밍고, 라파엘 나달, (테니스 선수) 그리고 파우 가솔 (농구 선수) 자국 선수들을 응원하기 위해 경기장을 찾았다. 이 경기를 관전한 다른 유명 인사로는 미국의 배우 모건 프리먼 (2009년 영화 인빅터스에서 만델라 역을 맡았다.) 이 있었다.

## 같이 보기
- 파울은 독일 오버하우젠의 시 라이프 센터스에 거주했던 문어로, 독일이 참가한 모든 경기의 예측이 적중했고, 스페인과 네덜란드간 결승전 결과도 적중했다.